# ¡Que vivan los crotos!
¡Que vivan los crotos!  és una pel·lícula coproducció de l'Argentina i Espanya en colors dirigida per Ana Poliak segons el seu propi guió escrit en col·laboració amb Willi Behnisch que es va estrenar el 23 de març de 1995 i que va tenir com a principals intèrprets a José Américo Bepo Ghezzi, Oscar Mendy, Pedro Moisas i Juan Vitali.
La pel·lícula es va filmar a la localitat de Gardey, a la província de Buenos Aires, on va viure el protagonista. Va ser exhibida en algunes províncies fora del circuit comercial i en nombrosos festivals de cinema.

## Sinopsi
José Américo Bepo Ghezzi (1912-1999), que va passar gran part de la seva vida com un linyera, evocat a través dels seus propis records i el dels seus amics.

## Repartiment
- Oscar Mendy
- Pedro Moisas
- Juan Vitali
- Señor Pérez
- Micaela Satti
- José Celentano
- Jorge Di Paola
- Martín Verón
- Carlos de la Canal
- Alberto Roldán

Testimonis
- José Américo Bepo Ghezzi
- Uda Conti
- Filiberto Satti
- Mario Penone
- Héctor Wollands
- Pedro Yatauro
- Pascual Vuotto

## Premis
Va rebre el Primer Premi Coral en el Festival Internacional del Nou Cinema Llatinoamericà de l'Havana i un Esment d'Honor en el Festival de Troia, Portugal.

## Comentaris
Guillermo Ravaschino en el lloc Cineismo va opinar:
| « | ”… film que sembla conjugar idèntiques dosis d'inspiració i domini del mitjà cinematogràfic….Poliak, que és muntatgista des de fa llarga estona, va seguir el ritme de la respiració emotiva de les imatges. Cadascuna de les persones que masteguen vells records té en pantalla el temps que es mereix.... El silenci té a ¡Que vivan los crotos! una dimensió semblant a la que li concedeixen les partitures clàssiques: ocupa el temps que cap so –especialment cap paraula– hauria de contaminar. …Les dramatitzacions, que n'hi ha (linyeras joves que expressen el passat dels qui parlen), són breus, mudes i estan sanament despullades de tota ínfula "argumental"….El verb «crotear», en l'accepció que li és donada aquí, ha de ser dels més profunds. Implica sadollar apetits de llibertat al marge de l'explotació laboral, però també de les altres gents. La solitud de la llibertat és el gran tema no declamat de la pel·lícula. El més curiós… és que aquests ancians venen a actualitzar vigorosament l'anyenca qüestió de l'Heroi: aquesta dignitat sense béns ni arrels, aquesta plenitud que només reclama una pampa, una petjada, un cel obert per a constituir-se té molt a veure amb la matèria que, aquí i allà –especialment en el Llunyà Oest–, va forjar paladins inoxidables. Aquests que van fer fàstic de la rutina social i les companyies anestesiants per embarcar-se en el compromís que, tard o d'hora, posa a cadascú davant del somni que el revela. Que visquin ells.” | » |

Manrupe y Portela escriuen:
| « | «Auster i digne documental amb recreació d'escenes i poderoses imatges, sobre la vida dels linyeras anàrquics d'uns altres temps.» | » |